# Юрій Данилович
Юрій (Георгій) Данилович (1281 — 21 листопада 1325) — московський князь (1303 — 1325), Великий князь Володимирський (1318 — 1322), князь новгородський (1322 — 1325). Син князя московського Данила Олександровича.
Приєднав до Московського великого князівства Можайськ та інші території. З 1304 року вів боротьбу за великокняжий стіл з тверським князем Михайлом Ярославичем. Пізніше отримав підтримку від митрополита Петра, котрий переїхав до Москви з Володимира. 
В 1314 вступив в союз з Новгородом проти Твері. Після перебування в Золотій Орді (близько 2 років) і одруження на сестрі хана Узбека Кончаці, Юрій Данилович отримав ярлик на велике княження. 
В кінці 1317 року зазнав поразки від Михайла Ярославича та втік до Новгорода, а потім в Орду, де в кінці 1318 року домігся вбивства свого суперника. У 1322 очолив похід новгородців на Швецію, в 1323 уклав Ореховський мир. 
Убитий 1325 року в Орді тверським князем Дмитром Михайловичем, сином свого суперника.

## Сім'я та діти
- 1-а дружина: з 1297 дочка ростовського князя Костянтина Борисовича.
  - Софія Юріївна, дружина тверського князя Костянтина Михайловича.
- 2-а дружина з 1317 року — Кончака (в хрещенні Агафія (?—1318), дочка Тогрула, внучка хана Менгу-Тимура; племінниця хана Тохти.